# مايك مايرز
مايك مايرز (بالإنجليزية: Mike Myers)‏ ممثل كندي، وكوميدي، ومغني، وكاتب سيناريو، ومنتج أفلام. معروف بأدواره المختلفة بالأفلام الشهيرة، وهو أيضًا أحد الأعضاء فريق برنامج ساترداي نايت لايف، الذي يعرض على هيئة الإذاعة الوطنية. يحمل مايرز الجنسية الأمريكية والكندية والبريطانية.
رغم تعدد أعمال «مايك مايرز» السينمائية، فإن سلسلة Austin Powers هي أكثر الأعمال، التي عرفه بها الجمهور.

## طفولته
ولد «مايرز» في 25مايو 1963 في مدينة أونتاريو الكندية،, من أب وأم إنجليزيين، كان والده محاربًا قديمًا شارك في الحرب العالمية الثانية، وكان لـ«مايرز» أخان، «بيتر مايرز» و«بول مايرز»، وعمل الأخير في مجال كتابة وتلحين الأغاني، كما عمل فترة كمذيع تليفزيون. وقال «مايرز» من قبل، أنه يحمل 3 جنسيات مختلفة وهم الأميركية والإنجليزية والكندية.

## بدايته
بدأ «مايرز» اكتشاف موهبته الفنية من خلال الالتحاق بمسرح المدينة، والذي من خلاله تعرف على «نيل مولاركي» وسافر معه إلي إنجلترا.
وفي إنجلترا شارك في أول عمل تليفزيوني له عام 1975، وكان وقتها لم يبلغ 13 عام، حيث ظهر في دور صغير من خلال مسلسل King of Kensington، وبعده بدأ تركيز أدواره على التليفزيون، فشارك في العديد من المسلسلات التليفزيونية حتى جاء عام 1986 ليجرب حظه في كتابة المسلسلات من خلال مسلسل Wide Awake Club، وفي عام 1992 كتب فيلمه الأول بعنوان Wayne's World، والذي لعب فيه دور البطولة، ونظرًا لنجاح الفيلم تشجع «مايرز» في كتابة الجزء الثاني عام 1993.
توقف «مايرز» عن الكتابة والتمثيل فترة ما بين 1993-1997، حتى يعود بكتابة فيلمه الرائع Austin Powers: International Man of Mystery والذي أيضا لعب فيه دور البطولة، ليستغل نجاحه ويقوم بعمل الجزء الثاني من الفيلم، وفي عام 2001 قام «مايرز» بأول دور صوتي له من خلال الفيلم الكرتوني الجميل Shrek، وفي العام التالي أصدر الجزء الثالث من فيلم Austin Powers بعنوان Austin Powers in Goldmember.
وفي عام 2004 اشترك «مايرز» في الجزء الثاني من فيلم Shrek، والذي توالت أجزاءه حتى وصلت إلي الجزء الرابع في عام 2010 بعنوان Shrek Forever After، ليصبح هذا الفيلم آخر أعمال «مايرز».

## روابط خارجية
- مايك مايرز على موقع IMDb (الإنجليزية)
- مايك مايرز على موقع ميتاكريتيك (الإنجليزية)
- مايك مايرز على موقع الموسوعة البريطانية (الإنجليزية)
- مايك مايرز على موقع روتن توميتوز (الإنجليزية)
- مايك مايرز على موقع مونزينجر (الألمانية)
- مايك مايرز على موقع ألو سيني (الفرنسية)
- مايك مايرز على موقع ميوزك برينز (الإنجليزية)
- مايك مايرز على موقع أول موفي (الإنجليزية)
- مايك مايرز على موقع بوكس أوفيس موجو (الإنجليزية)
- مايك مايرز على موقع قاعدة بيانات الأفلام السويدية (السويدية)